# Highlander: The Raven
Highlander: The Raven è stato uno spin-off di breve durata, della serie televisiva Highlander, che continua la saga di una donna Immortale. La serie segue le avventure del personaggio Amanda (interpretato da Elizabeth Gracen), una Immortale presente nella serie televisiva principale. La serie è stata girata tra Toronto e Parigi ed è stata prodotta dalla Gaumont Télévision e da Fireworks Entertainment in associazione con Davis-Panzer Productions.

## Trama
Nella puntata pilota, la ladra Immortale Amanda, incontra Nick Wolfe (interpretato da Paul Johansson), un poliziotto che sta investigando su una serie di furti. Durante il corso delle investigazioni, Amanda è accusata di omicidio da un poliziotto corrotto del dipartimento di Nick. Il nome di Amanda viene ripulito, ma non prima che l'agente Claudia Hoffman (interpretata da Torri Higginson), partner di Nick, sacrifichi la sua vita per salvare quella di Amanda. Nick scopre l'immortalità di Amanda quando la vede morire e subito dopo rialzarsi e scappare via.
La morte di Claudia ha un profondo influsso su Amanda, ed attraverso la serie (con l'aiuto del forte codice morale di Nick), riesce a cambiare e diventare una brava persona. Lei scopre di aver causato la morte di un battaglione di soldati durante la prima guerra mondiale, questo influenza ulteriormente il suo cambiamento. Amanda si ritrova ad affrontare Immortali, anche se pensa di non poterli battere, quando in precedenza sarebbe scappata via.
Nell'episodio finale, Nick ingerisce un veleno mortale, e si scopre che dispone di ventiquattro ore di vita. Amanda, cercando di fare la cosa giusta gli spara, quando si risveglia, pochi secondi dopo, lui scopre di essere a sua volta Immortale. La ragione per cui gli ha sparato è che la sua Immortalità poteva rivelarsi tramite una morte violenta. Sfortunatamente per Amanda, Nick non è troppo felice di ciò. La serie termina con Nick che si allontana, in collera con Amanda che non gli ha detto della sua immortalità (cosa che lei sapeva dall'inizio) e per non aver fatto decidere a lui.

## Personaggi
- Amanda: una Immortale di 1200 anni, ha dedicato la sua vita al furto. In più occasioni è stata l'amante di Duncan MacLeod.
- Nick Wolfe: Un ex poliziotto che si unisce ad Amanda con la quale risolvono i crimini.

## DVD
Il DVD, inedito in Italia.
| Nome              | Ep # | Uscita         | Informazioni aggiuntive |
| ----------------- | ---- | -------------- | --- |
| La serie completa | 22   | 14 giugno 2005 | - Dietro le quinte, commento audio degli attori - Biografia del cast - Curiosità - Contenuti Extra - Raven Chronicles - Errori |